# IV/3 Dywizjon Towarzyszący
IV dywizjon towarzyszący 3 pułku lotniczego (IV/3 plot) – pododdział lotnictwa Wojska Polskiego w II Rzeczypospolitej.

## Historia
IV dywizjon towarzyszący został sformowany na podstawie rozkazu L.dz. 4359/tjn. Ministra Spraw Wojskowych z dnia 19 lipca 1937 roku.
Dywizjon został zorganizowany na lotnisku Ławica w Poznaniu, na bazie 33 eskadry towarzyszącej i podporządkowany dowódcy 3 pułku lotniczego. Organizatorem i pierwszym dowódcą dywizjonu był major pilot Roman Rudkowski. W skład dywizjonu wchodziło dowództwo i trzy eskadry.
W dniu 24 sierpnia 1939 roku, po zarządzeniu mobilizacji, dowództwo dywizjonu oraz 39 et zostało rozformowane, natomiast dwie pozostałe eskadry przeformowane na organizację wojenną.

## Organizacja pokojowa IV/3 plot
- Dowództwo IV/3 dywizjonu towarzyszącego
- 33 eskadra towarzysząca
- 36 eskadra towarzysząca
- 39 eskadra towarzysząca

## Galeria

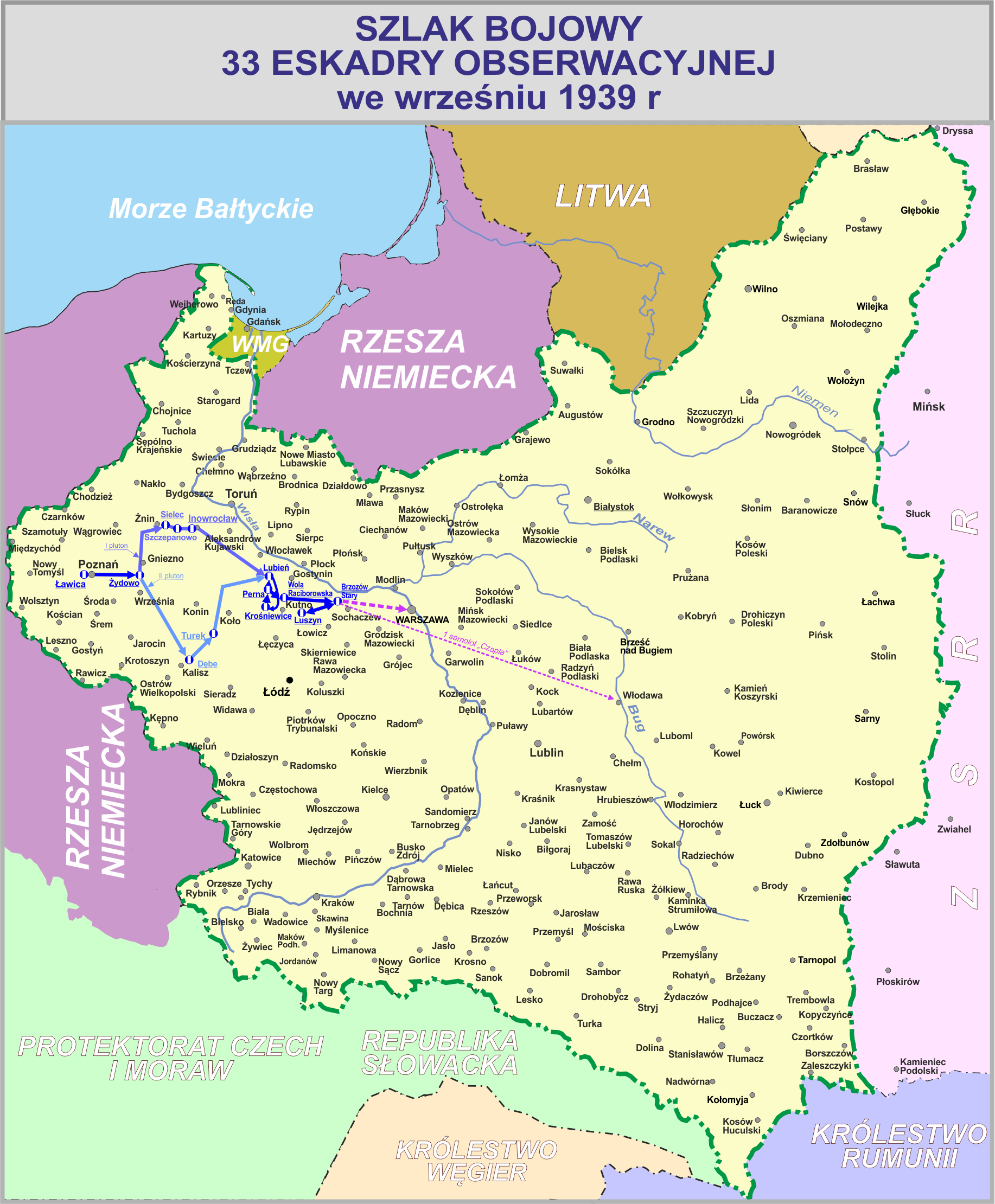
Szlak bojowy 33 eskadry obserwacyjnej we wrześniu 1939
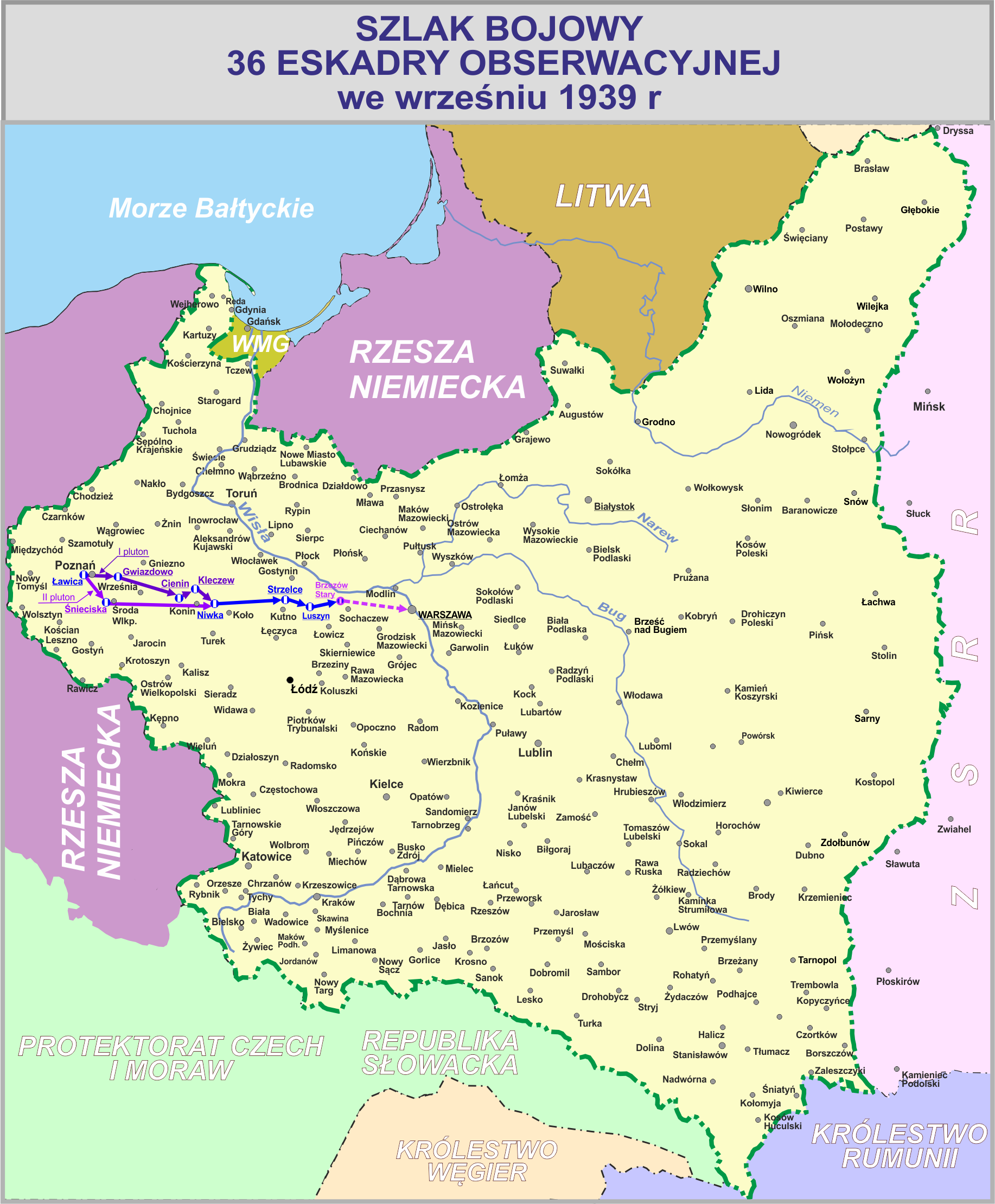
Szlak bojowy 36 eskadry obserwacyjnej we wrześniu 1939